# İstanbul Büyükşehir Belediyespor (baloncesto)
El İstanbul Büyükşehir Belediyespor Basketbol Takımı, es un equipo de baloncesto turco que compite en la Türkiye 1, la primera división del país. Tiene su sede en Estambul y  forma parte del club polideportivo İstanbul Başakşehir. Disputa sus partidos en el Cebeci Spor Salonu, que tiene un aforo para 1250 espectadores.

## Temporada a temporada
| Temporada | Nivel | Liga | Pos. | G–P   | Copa de Turquía | Competiciones europeas | Competiciones europeas |
| --------- | ----- | ---- | ---- | ----- | --------------- | ---------------------- | ---------------------- |
| 2008–09   | 3     | TB3L |      |       |                 |                        |                        |
| 2009–10   | 2     | TB2L | 10º  |       |                 |                        |                        |
| 2010–11   | 2     | TB2L | 9º   |       |                 |                        |                        |
| 2011–12   | 2     | TB2L | 12º  |       |                 |                        |                        |
| 2012–13   | 2     | TB2L | 11º  |       |                 |                        |                        |
| 2013–14   | 2     | TB2L | 2º   |       |                 |                        |                        |
| 2014–15   | 1     | TBL  | 12º  | 12–18 |                 |                        |                        |
| 2015–16   | 1     | BSL  | 13º  | 10–20 |                 |                        |                        |
| 2016–17   | 1     | BSL  | 10º  | 11–19 |                 |                        |                        |
| 2017–18   | 1     | BSL  | 11º  | 11–19 |                 | 4 FIBA Europe Cup      | R2                     |
| 2018–19   | 1     | BSL  |      |       |                 | 4 FIBA Europe Cup      | RS                     |